# Otto Froitzheim
Otto Froitzheim (Estrasburg, Imperi Alemany, 24 d'abril de 1884 − Wiesbaden o Aquisgrà, Alemanya Occidental, 27 o 29 d'octubre de 1962) fou un tennista alemany que aconseguí una medalla d'argent olímpica en els Jocs Olímpics de Londres 1908.

## Biografia
Froitzheim va néixer a Estrasburg, en aquella època dins l'Imperi Germànic, fill d'un professor del liceu local. Durant la seva infantesa va practicar diversos esports com l'atletisme, natació, futbol, patinatge sobre gel o tennis. Després de graduar-se l'any 1901, va estudiar a les universitats d'Estrasburg i de Bonn, on va acabar els estudis el 1909.
Durant la Primera Guerra Mundial fou fet presoner per l'exèrcit britànic juntament amb el tennista Oskar Kreuzer. A finals de juliol de 1914, quan tornaven a Alemanya de disputar el International Lawn Tennis Challenge als Estats Units, el vaixell de vapor on viatjaven fou aturat a Gibraltar per l'exèrcit britànic i el feren presoner a Gibraltar durant diversos mesos. Posteriorment fou enviat a una presó anglesa fins a la fi de la guerra el 1918. Llavors retornà a Estrasburg i es traslladà a Berlín on treballà dins el departament de policia. També fou destinat a Colònia i Wiesbaden. Amb l'arribada al poder del Partit Nacional Socialista dels Treballadors Alemanys, fou expulsat del país en negar-se a ingressar en les SA. Gràcies al suport de Hermann Göring, que admirava la carrera tennística internacional de Froitzheim, aconseguí que aquest fou assignat al vicepresident del govern d'Aquisgrà.
Froitzheim tingué una relació amorosa amb les actrius Leni Riefenstahl i Pola Negri durant la dècada del 1920.

## Carrera esportiva
Froitzheim va guanyar el seu primer torneig l'any 1902 al campionat d'Alsàcia-Lorena. En el seu palmarès destaquen els títols de International German Championships (1907, 1909, 1911), i l'edició inaugural del World Hard Court Championships de París l'any 1912.
L'any 1908 va participar en els Jocs Olímpics de Londres 1908 on va disputar les competicions individual i de dobles amb Heinrich Schomburgk com a parella. Va destacar en el quadre individual arribant a la final, on fou derrotat pel britànic Josiah Ritchie i aconseguí la medalla d'argent. El seu millor resultat en els grans torneigs fou finalista a Wimbledon contra Norman Brookes, època en la qual el guanyador de la final s'enfrontava posteriorment al finalista de l'edició anterior en la Challenge Round per escollir el campió del torneig. Passada la Primera Guerra Mundial va tornar a guanyar l'International German Championships els anys 1921, 1922 i 1925.

## Jocs Olímpics

### Individual
| Any  | Campionat                          | Oponent        | Resultat      |
| ---- | ---------------------------------- | -------------- | ------------- |
| 1908 | Jocs Olímpics, Londres, Regne Unit | Josiah Ritchie | 7−5, 6−3, 6−4 |